# EF Education-Oatly
EF Education-Oatly is een wielerploeg voor vrouwen die vanaf 2024 deel uitmaakt van het peloton. De ploeg heeft een UCI-licentie op continentaal niveau en is gelieerd aan de mannenploeg EF Education-EasyPost van Jonathan Vaughters.

## Geschiedenis
De ploeg dient niet verward te worden met de voormalige ploeg EF Education-TIBCO-SVB. Deze ploeg was niet verwant aan de mannenploeg EF Education-EasyPost: er was zelfs een afspraak dat de manager van de mannenploeg Jonathan Vaughters geen contact mocht opnemen met Linda Jackson, de manager van EF-TIBCO-SVB. In de loop van 2023 werd duidelijk dat haar ploeg zou ophouden te bestaan en in juni maakte Vaughters bekend een eigen vrouwenploeg te beginnen. Stafleden mochten niet overstappen naar de nieuwe ploeg, maar rensters wel. Vier rensters maakten de overstap: Roubaix-winnares Alison Jackson, Veronica Ewers, Letizia Borghesi en Magdeleine Vallieres. Naast drie rensters van Jumbo-Visma, maakten ook ploegleider Carmen Small en manager Esra Tromp de overstap naar EF Education-Cannondale.

## Rensters

### Ploeg 2024
| Naam                 | Geboortedatum | Nationaliteit    | Vorige ploeg                   |
| -------------------- | ------------- | ---------------- | ------------------------------ |
| Megan Armitage       | 12-08-1996    | Ierland          | Arkéa                          |
| Letizia Borghesi     | 16-10-1998    | Italië           | EF Education-TIBCO-SVB         |
| Kim Cadzow           | 18-12-2001    | Nieuw-Zeeland    | Jumbo-Visma                    |
| Clara Emond          | 05-02-1997    | Canada           | Arkéa                          |
| Veronica Ewers       | 01-09-1994    | Verenigde Staten | EF Education-TIBCO-SVB         |
| Kristen Faulkner     | 18-12-1992    | Verenigde Staten | Jayco AlUla                    |
| Lotta Henttala       | 28-06-1989    | Finland          | AG Insurance-Soudal Quick-Step |
| Alison Jackson       | 14-12-1988    | Canada           | EF Education-TIBCO-SVB         |
| Nina Kessler         | 04-07-1988    | Nederland        | Jayco AlUla                    |
| Clara Koppenburg     | 03-08-1995    | Duitsland        | Cofidis                        |
| Coryn Labecki        | 26-08-1992    | Verenigde Staten | Jumbo-Visma                    |
| Noemi Rüegg          | 19-04-2001    | Zwitserland      | Jumbo-Visma                    |
| Elizabeth Stannard   | 27-05-1997    | Australië        | Israel Premier Tech Roland     |
| Magdeleine Vallieres | 10-08-2001    | Canada           | EF Education-TIBCO-SVB         |

Mannen: 2005 · 2006 · 2007 · 2008 · 2009 · 2010 · 2011 · 2012 · 2013 · 2014 · 2015 · 2016 · 2017 · 2018 · 2019 · 2020 · 2021 · 2022 · 2023 · 2024 · 2025
Vrouwen: 2024 · 2025
Armitage · Borghesi · Cadzow · Emond · Ewers · Faulkner   · Henttala · Jackson · Kakita (vanaf 31/7) · Kessler · Knaven (vanaf 24/6) · Koppenburg · Labecki · Quinn · Rüegg · Stannard · Vallieres
Armitage (tot 1/4) · Berton · Borghesi · Cadzow · Christie · Emond · Ewers · Faulkner   · Henttala · Jackson · Kerbaol · Kessler · Knaven · Roy · Rüegg · Vallieres · Volstad · van der Wolf